# دي إكس أو ون
دي إكس أو ون (بالإنجليزية: DxO One)‏ هو نوع من كاميرا الساكن صدرتها شركة دي إكس أو، تُستخدم أيضا كهاتف محمول أو حاسوب لوحي، ويعتبر منافسا لسوني آر إكس التي صَدرتها سوني. أُعلن عن الجهاز في يونيو 2015 وصدر في أكتوبر من نفس السنة.

## المواصفات
هذه الآلة الرقمية للتصوير مصممة للإتصال مع الهاتف بحرية. مماثل لجو برو عندما تكون مستعملة لوحدها، لا يقدم دي إكس أو ون شاشة لعرض الصور. تُعرض معلومات التصوير عن طريق شاشة الثنائي العضوي الباعث للضوء.
صممتها الشركة الفرنسية دي إكس أو، المختصة في تصميم البرامج. يبلغ وزنها 108 غرام والأبعاد 69 49x26x
صُممت لتُستخدم كمكمل للهاتف المحمول أو الحاسوب اللوحي، وهي تتكيف مع منتجات علامة أبل التجارية مثل أيفون أو آي باد، ومتوافقة مع بعض هواتف أندرويد. عبر البرنامج الوصول المبكر، عند الاتصال، يُتحكم بالكاميرا عبر شاشة اللمس الخاصة بالجهاز، يضمن الموصل الكهربائي نقل المعلومات. يضمن هذا الاتصال السلكي النقل السريع، أكثر ملاءمة من الواي فاي على وجه الخصوص. تُوفر الإدارة من خلال تطبيق مخصص للهاتف المحمول.
أُطلقت هذه الكاميرا عام 2015، وتدعي أنها منافسة لطرز سوني آر إكس، أداؤها وسعر بيعها قابلة للمقارنة. ومع ذلك، على عكس منافسيها، لا يقدم الجهاز زومًا بصريًا أو فلاشًا. يَستخدم دي إكس أو ون مصابيح الثنائي الباعث للضوء الموجودة على الأيفون.

## التصميم البصري
التصميم البصري لدى إكس أو ون مبتكر: فهو يوفر تصميمًا بستة عدسات بما في ذلك أداة تسطيح المجال. العدسة غير قابلة للتبديل، فهي ذات بعد بؤري 11.9 ملم، 32 ملم مكافئ لمستشعرات الإطار الكامل. هذا يجعلها كاميرا بزاوية واسعة، مثل الفوتوفونات القياسية. تحتوي العدسة على غشاء ميكانيكي بست شفرات.